# 동두천드림파워
동두천드림파워 주식회사(영어: DONGDUCHEON DREAM POWER)는 동두천복합화력발전소를 운영하는 대한민국의 에너지 기업으로, 한국전력공사의 자회사이다.